# Mallotus tetracoccus
Mallotus tetracoccus là một loài thực vật có hoa trong họ Đại kích. Loài này được (Roxb.) Kurz mô tả khoa học đầu tiên năm 1873.

## Hình ảnh

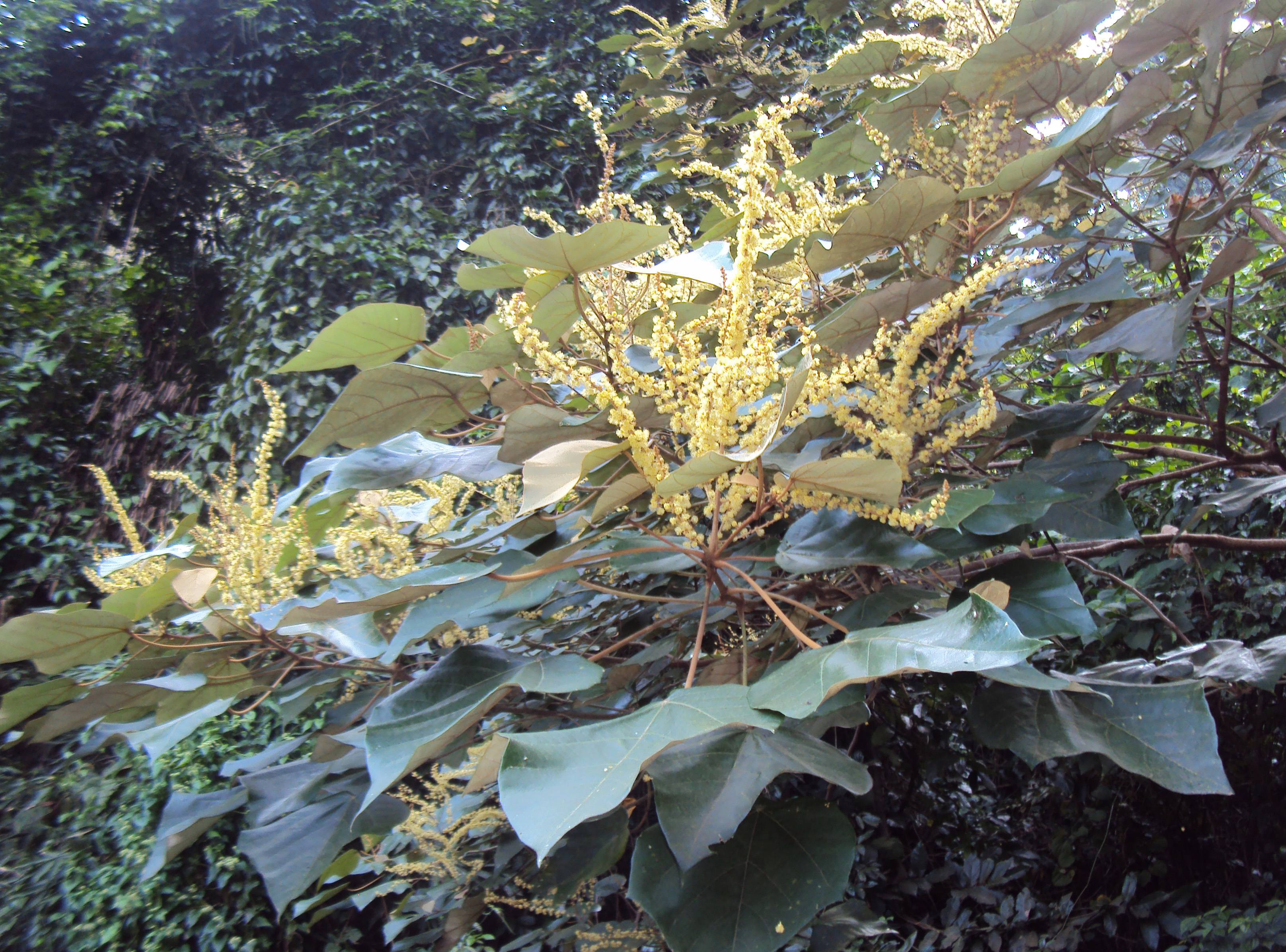
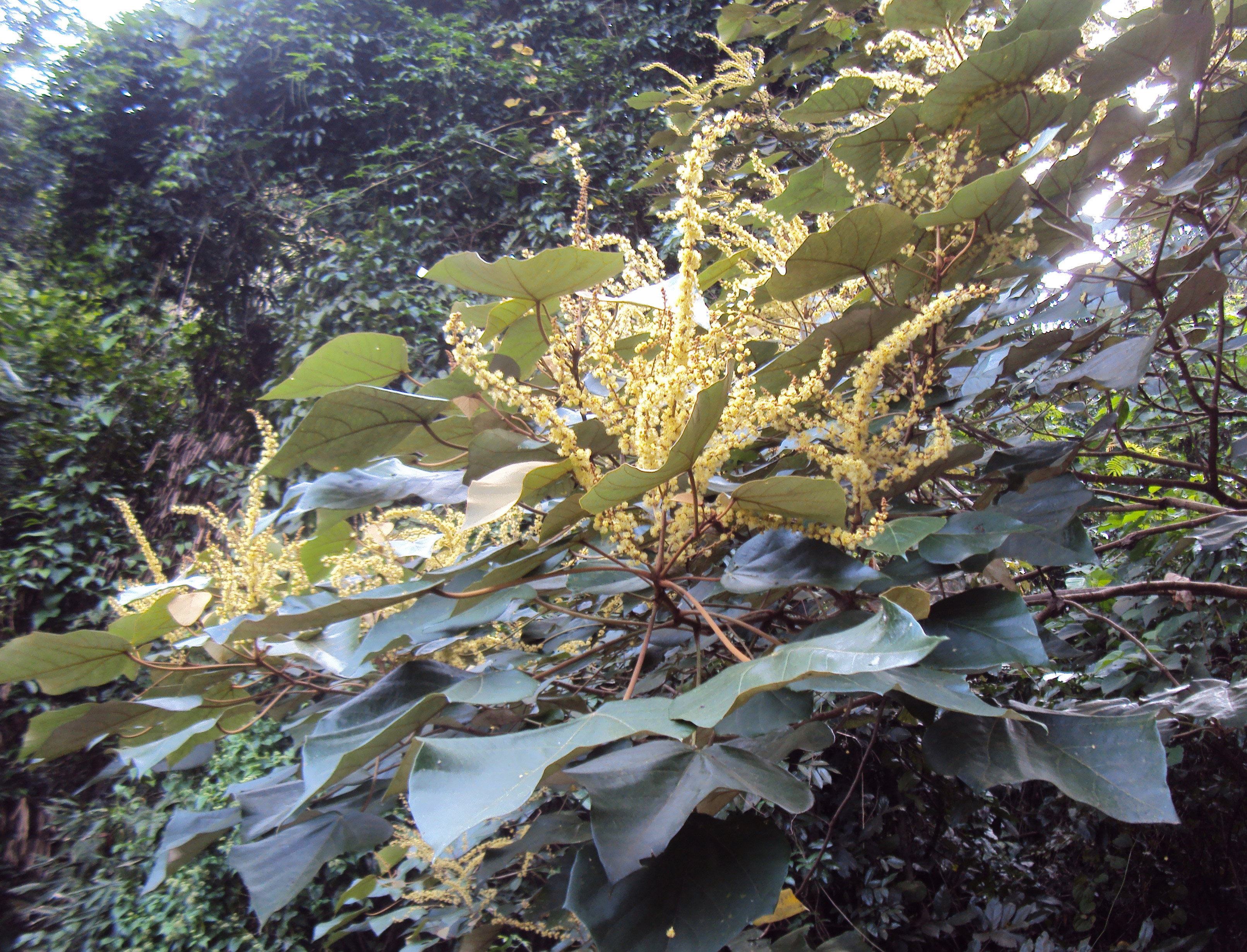
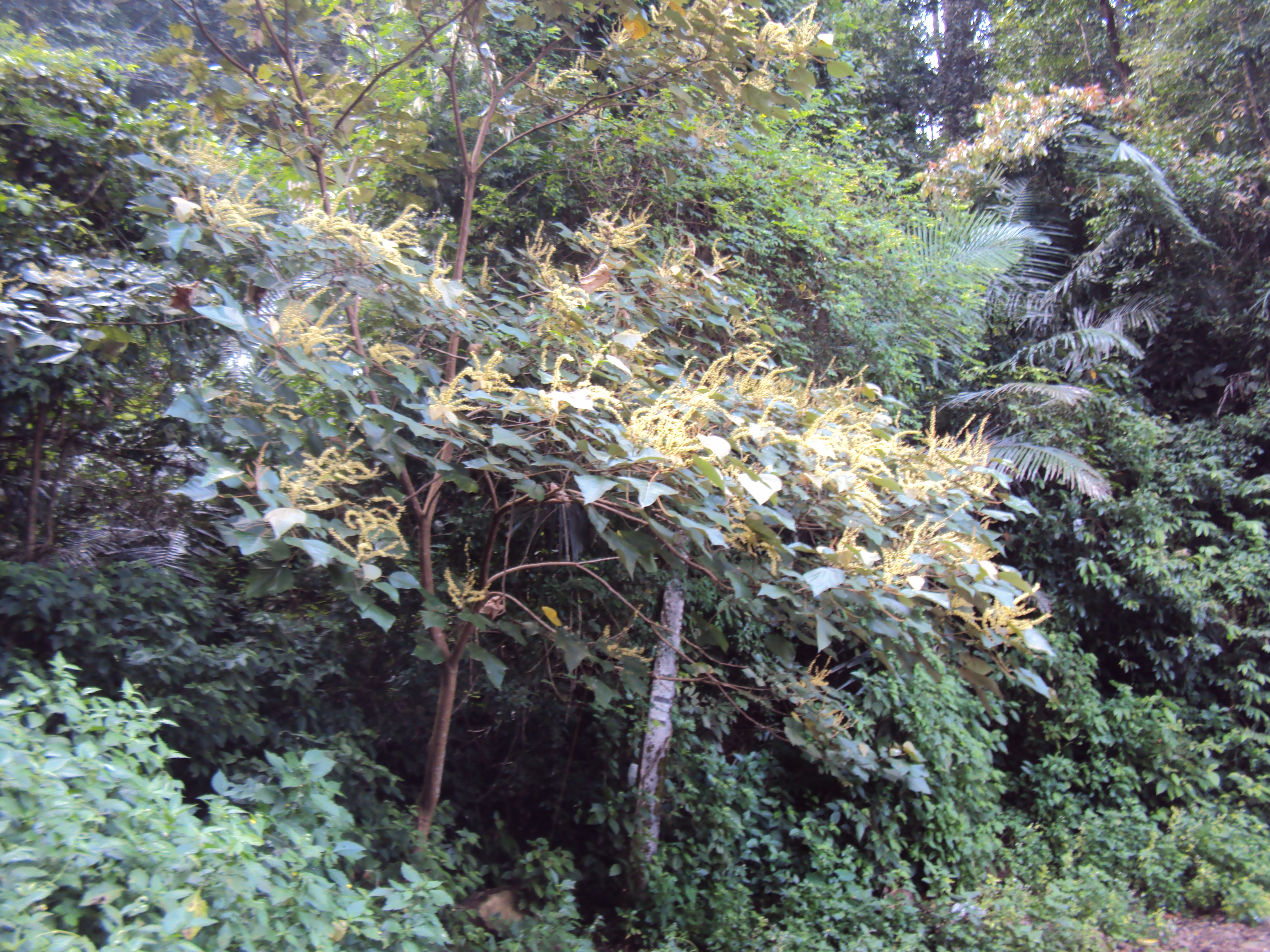
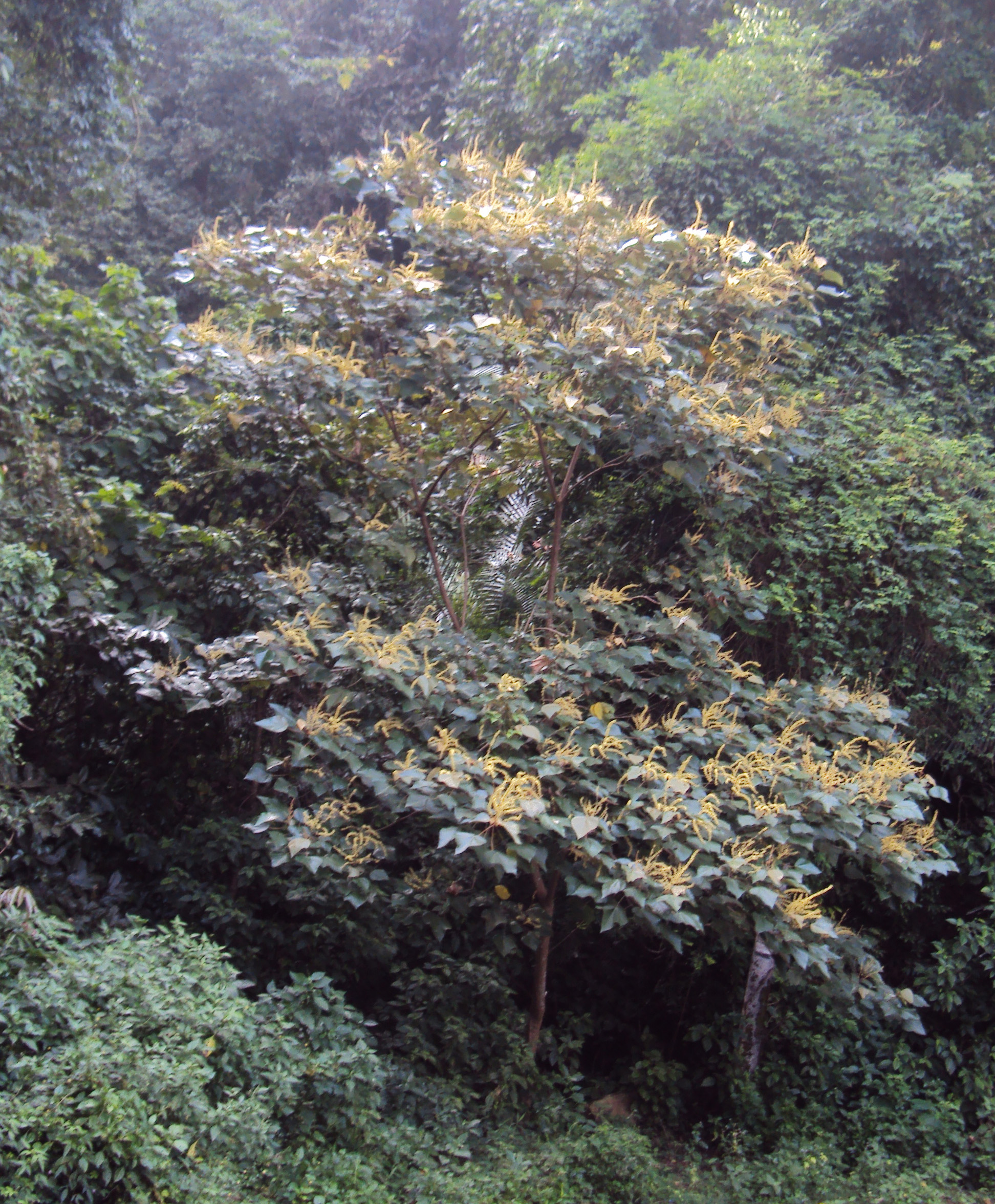